# Madone adorant l'Enfant avec cinq anges
La Madone adorant l'Enfant avec cinq anges – en italien Madonna in adorazione del Bambino e angeli – est un tableau réalisé vers 1485-1490 par le peintre florentin Sandro Botticelli et son atelier. Ce tondo peint a tempera et à l'huile sur un panneau de bois est une Madone qui représente Marie en adoration devant l'Enfant Jésus, lequel est soutenu par deux des cinq jeunes anges qui les entourent. L'œuvre est conservée au musée d'Art de Baltimore, à Baltimore, dans le Maryland, aux États-Unis.